# Sunny Hill Festival
Sunny Hill Festival is een grootschalig muziekfestival dat sinds 2018 wordt gehouden in Pristina, Kosovo. In 2022 vond er een extra editie plaats in Tirana. 

## Achtergrond
Het eerste festival vond plaats in 2018 voor 50.000 bezoekers en werd opgericht door o.a. Dukagjin Lipa, de vader van de Britse zangeres Dua Lipa. Het festival is een van de projecten van de Sunny Hill Foundation, een goed doel die zich bezighoudt met o.a. gelijke kansen voor jongeren.

## Edities
- 2018

Dua Lipa, Martin Garrix, Stanaj, Grace Carter, Col3Trane, Action Bronson,...
- 2019

Calvin Harris, Miley Cyrus, Meduza, Klangkarussell, Gashi, Col3Trane, Kejsi Tola, ...
- 2022

Dua Lipa, J Balvin, Diplo, Skepta, Mahmood, AJ Tracey, Regard, Elvana Gjata, Kida, Ledri Vula, Onat,...
- 2023: Geen Sunny Hill Festival
- 2024

Burna Boy, Regard, Black Coffee, DJ Snake, The Martinez Brothers, ...
- 2025

Dua Lipa, Shawn Mendes, Peggy Gou, Anyma, Fatboy Slim, Mochakk, Ledri Vula, Kida, Era Istrefi, ...